# Studio Miraval
Studio Miraval é um estúdio de gravação em Correns, no sul da França, situado no coração do departamento de Var, próximo à Costa Azul. Muitos músicos famosos gravaram lá, incluindo Rammstein, Sade, AC/DC e Shirley Bassey. É um estúdio residencial, muito similar ao Château d'Hérouville, com chefe de cozinha residente, três casas e uma piscina. O estúdio de gravação em si mede 300 metros quadrados, com um teto de 10 metros. A sala de controle mede 60 metros quadrados.